# Каго Каџу
Каго Каџу је град у вилајету Централна Екваторија у крајњем јужном делу Јужног Судана. Налази се на обали реке Бахр ел Џабал, на граници са Угандом, североисточно од Нимулеа. У близини града се налази локални аеродром.